# Brantôme (Dordogna)
Brantôme è un comune francese soppresso del dipartimento della Dordogna nella regione dell'Aquitania-Limosino-Poitou-Charentes. Dal 1º gennaio 2016 si è fuso con il comune di Saint-Julien-de-Bourdeilles per formare il nuovo comune di Brantôme en Périgord di cui è divenuto comune delegato.

## Società

### Evoluzione demografica
Abitanti censiti